# Costa tra Ancona e Portonovo
Costa tra Ancona e Portonovo este o arie protejată (arie specială de conservare — SAC, sit de importanță comunitară — SCI) din Italia întinsă pe o suprafață de 466 ha, integral pe uscat.

## Localizare
Centrul sitului Costa tra Ancona e Portonovo este situat la coordonatele 43°35′23″N 13°33′35″E / 43.589722°N 13.559722°E.

## Înființare
Situl Costa tra Ancona e Portonovo a fost declarat sit de importanță comunitară în iunie 1995 pentru a proteja 6 specii de animale. Situl a fost protejat și ca arie specială de conservare în decembrie 2016.

## Biodiversitate
Situată în ecoregiunea continentală, aria protejată conține 9 habitate naturale: Dune mobile cu vegetație embrionară, Recifuri, Galerii de Salix alba și de Populus alba, Vegetație anuală la limita mareei, Formațiuni scunde de Euphorbia în apropierea falezelor, Păduri de stejar alb estice, Faleze cu vegetație de Limonium spp. endemic de pe coastele mediteraneene, Păduri de Quercus ilex și Quercus rotundifolia, Golfuri mici largi și golfuri puțin adânci.
La baza desemnării sitului se află mai multe specii protejate:
- păsări (5): cucuvea (Athene noctua), caprimulg (Caprimulgus europaeus), sfrâncioc roșiatic (Lanius collurio), Phalacrocorax carbo sinensis, corcodel-cu-gât-negru (Podiceps nigricollis)
- nevertebrate (1): Coenagrion mercuriale

Pe lângă speciile protejate, pe teritoriul sitului au mai fost identificate 1 specie de plante, 1 specie de păsări, 1 specie de amfibieni, 3 specii de reptile.